# نيل فرنسيس
نيل فرنسيس (بالإنجليزية: Neil Francis)‏ هو لاعب اتحاد الرغبي وصحفي أيرلندي، ولد في 17 مارس 1964 في دبلن في جمهورية أيرلندا.

## وصلات خارجية
- نيل فرنسيس عل موقع إسبنسكروم (الإنجليزية)